# Adaúfe
Adaúfe é uma povoação portuguesa sede da Freguesia de Adaúfe do Município de Braga, freguesia com 10,81 km² de área e 3587 habitantes (censo de 2021), tendo, por isso, uma densidade populacional de 331,8 hab./km².

## Toponímia
O nome de Adaúfe é um antropônimo, ou seja deriva do nome de uma pessoa. Provavelmente, origina do nome germânico de Athaulfus ou Athavulfus, de Athals (nobre) e Wulfus (lobo).

## História
Adaúfe era, em 1747, um lugar e freguesia pertencente à terceira parte da visita de Nóbrega e Neiva, Arcebispado, Comarca secular e eclesiástica de Braga, Província de Entre Douro e Minho. Constava de duzentos e sessenta e dois vizinhos, estando fundada parte em um monte, parte em campinas e vales, de onde se avistavam algumas povoações fundadas pelas ribeiras do rio Cávado, como eram as terras do Douro, Amares, Crasto, Prado, e outras muitas até à Senhora do Bom Despacho, e o Mosteiro de Rendufe, de monges beneditinos.
A igreja paroquial situava-se dentro do lugar, sendo seu orago Nossa Senhora da Conceição. Tinha três altares, o maior com a imagem da Virgem, e dois colaterais, o da parte do Evangelho dedicado a Nossa Senhora do Rosário, e o da Epístola da invocação do Nome de Jesus. Havia nela duas irmandades, a das almas, que era de seculares, e a do Salvador, de eclesiásticos. O pároco era reitor, apresentado pelo Arcebispo de Braga, rendendo duzentos mil reis.
Existiam aqui algumas ermidas, uma de São João Baptista, dentro deste lugar, e as mais espalhadas pela freguesia, como eram a de São Vicente, de Santa Marinha, Santo André, São Francisco e Santo António, na quinta da Fontella, e a de Nossa Senhora da Nazaré.
Os frutos, que recolhiam em maior abundância os moradores desta terra, eram centeio, milho miúdo e grosso, painço, feijões, vinho, azeite e castanha. Passava pelas vizinhanças desta terra o Rio Cavado, que a fazia mimosa com sua pescaria.

## Demografia
A população registada nos censos foi:
| Distribuição da População por Grupos Etários | Distribuição da População por Grupos Etários | Distribuição da População por Grupos Etários | Distribuição da População por Grupos Etários | Distribuição da População por Grupos Etários |
| -------------------------------------------- | -------------------------------------------- | -------------------------------------------- | -------------------------------------------- | -------------------------------------------- |
| Ano                                          | 0-14 Anos                                    | 15-24 Anos                                   | 25-64 Anos                                   | > 65 Anos                                    |
| 2001                                         | 705                                          | 683                                          | 2071                                         | 500                                          |
| 2011                                         | 466                                          | 532                                          | 2106                                         | 607                                          |
| 2021                                         | 437                                          | 336                                          | 2038                                         | 776                                          |

## Localização
Adaúfe está localizada cinco quilómetros a nordeste do centro de Braga.
É banhada pelo rio Cávado que a separa do município de Amares e onde se situa a Praia fluvial de Adaúfe.
É delimitada pelas freguesias de Palmeira, a ocidente, Gualtar e São Pedro de Este a sul e Santa Lucrécia de Algeriz e Navarra a leste.

## Património
- Igreja Matriz
- Capela Srª. da Nazaré na Rua Nazaré
- Capela S. João na Rua do Outeiro
- Capela Srª. do Bom Sucesso e Cruzeiro, na Rua Moinhos
- Capela Sr. dos Milagres em Vale
- Capela Sr. dos Milagres na Sete Fontes
- Capela de Sta. Marinha e Cruzeiro na Rua de Santa Marinha
- Cruzeiro Grande junto ao cemitério
- Caminho Romano (Património Nacional)

## Política

### Eleições autárquicas (Junta de Freguesia)
| Data | %       | V       | %       | V       | %     | V  | %     | V     | %       | V       | %  | V  | %       | V       |
| Data | PPD/PSD | PPD/PSD | CDS-PP  | CDS-PP  | PS    | PS | GDUPs | GDUPs | APU/CDU | APU/CDU | AD | AD | PSD-CDS | PSD-CDS |
| ---- | ------- | ------- | ------- | ------- | ----- | -- | ----- | ----- | ------- | ------- | -- | -- | ------- | ------- |
| 1976 | 40,54   | 4       | 20,14   | 2       | 18,85 | 2  | 10,88 | 1     | 4,15    | -       |    |    |         |         |
| 1979 | 35,81   | 5       |         |         | 52,55 | 7  |       |       | 7,80    | 1       |    |    |         |         |
| 1982 | AD      | AD      | AD      | AD      | 75,24 | 10 | 5,21  | -     | 16,31   | 3       |    |    |         |         |
| 1985 | 30,17   | 3       |         |         | 54,42 | 6  | 5,17  | -     |         |         |    |    |         |         |
| 1989 | 48,39   | 5       | 43,86   | 4       | 5,21  | -  |       |       |         |         |    |    |         |         |
| 1993 | 44,92   | 4       | 2,10    | -       | 46,68 | 5  | 4,03  | -     |         |         |    |    |         |         |
| 1997 | 31,97   | 3       | 2,57    | -       | 61,32 | 6  | 2,44  | -     |         |         |    |    |         |         |
| 2001 | CDS-PP  | CDS-PP  | PPD/PSD | PPD/PSD | 56,45 | 6  | 6,36  | -     | 35,20   | 3       |    |    |         |         |
| 2005 | CDS-PP  | CDS-PP  | PPD/PSD | PPD/PSD | 57,37 | 6  | 6,46  | -     | 33,09   | 3       |    |    |         |         |
| 2009 | CDS-PP  | CDS-PP  | PPD/PSD | PPD/PSD | 51,16 | 5  | 5,61  | -     | 40,95   | 4       |    |    |         |         |
| 2013 | CDS-PP  | CDS-PP  | PPD/PSD | PPD/PSD | 37,08 | 4  | 7,21  | -     | 51,32   | 5       |    |    |         |         |
| 2017 | CDS-PP  | CDS-PP  | PPD/PSD | PPD/PSD | 25,66 | 2  | 6,34  | -     | 63,50   | 7       |    |    |         |         |